# HD 33167
HD 33167，又名BD+46 970，SAO 40077、HR 1668，是一颗恒星，视星等为5.68，位于銀經161.2，銀緯4.29，其B1900.0坐标为赤經5h 3m 16s，赤緯+46° 4.29′ 19″。